# Oncophorus serrulatus
Oncophorus serrulatus là một loài rêu trong họ Dicranaceae. Loài này được Funck Lindb. mô tả khoa học đầu tiên năm 1872.